# (7747) Michałowski
(7747) Michałowski est un astéroïde de la ceinture principale aréocroiseur de 4,477 km de diamètre découvert en 1987.

## Description
(7747) Michałowski a été découvert le 19 septembre 1987 à la station Anderson Mesa par Edward L. G. Bowell.

### Caractéristiques orbitales
L'orbite de cet astéroïde est caractérisée par un demi-grand axe de 2,29 UA, un périhélie de 1,66 UA, une excentricité de 0,27 et une inclinaison de 5,05° par rapport à l'écliptique. Du fait de ces caractéristiques, à savoir un demi-grand axe inférieur à 3,2 UA et un périhélie compris entre 1,3 et 1,666 UA, il croise l'orbite de Mars et est classé, selon la JPL Small-Body Database, comme astéroïde aréocroiseur (aréo venant de Arès).

### Caractéristiques physiques
(7747) Michałowski a une magnitude absolue (H) de 13,6 et un albédo estimé à 0,385, ce qui permet de calculer un diamètre de 4,477 km. Ces résultats ont été obtenus grâce aux observations du Wide-field Infrared Survey Explorer (WISE), un télescope spatial américain mis en orbite en 2009 et observant l'ensemble du ciel dans l'infrarouge, et publiés en 2011 dans un article présentant les premiers résultats concernant les astéroïdes de la ceinture principale.